# Неоконченный роман
«Неоконченный роман» (фр. Impardonnables) — фильм французского режиссёра Андре Тешине по роману Филиппа Джиана.

## Сюжет
Франсис приезжает в Венецию в поисках тишины и спокойствия, чтобы написать свой следующий роман. Во время поиска небольшой квартиры он встречает Жюдит — агента по недвижимости. Для Франсиса это любовь с первого взгляда. Жюдит настаивает на том, что он должен посмотреть дом на острове Сант Эразмо. Приняв решение, Фрaнсис говорит: «Если мы будем вместе, я подпишу сразу». Так они становятся парой. Франсис ревнует Жюдит и нанимает молодого преступника, только что вышедшего из тюрьмы, следить за ней.

## В ролях
| Актёр          | Роль       |
| -------------- | ---------- |
| Андре Дюссолье | Франсис    |
| Кароль Буке    | Жюдит      |
| Мелани Тьерри  | Алис       |
| Адриана Асти   | Анна Мария |

## Премьера
- 16 мая 2011 года — Франция, Каннский кинофестиваль
- 8 июля 2011 года — Франция
- 23 июля 2011 года — Польша
- 17 августа 2011 года — Бельгия
- 27 октября 2011 года — Нидерланды
- 4 ноября 2011 года — Канада
- 12 января 2012 года — Португалия
- 16 февраля 2012 года — Россия
- 12 апреля 2012 года — Украина